# Pont-en-Ogoz
Pont-en-Ogoz is een gemeente en plaats in het Zwitserse kanton Fribourg , en maakt deel uit van het district Gruyère.
Pont-en-Ogoz telt 1518 inwoners.